# Fernando Schmed
Fernando Schmed (23 luglio 1991) è un ex sciatore alpino svizzero.

## Biografia
Originario di Sargans e attivo in gare FIS dal dicembre del 2006, Schmed ha esordito in Coppa Europa il 7 gennaio 2010 a Wengen in discesa libera (76º) e in Coppa del Mondo il 29 dicembre 2012 a Bormio nella medesima specialità, senza completare la gara. Il 26 febbraio 2015 ha ottenuto a Sella Nevea in supergigante la sua unica vittoria, nonché primo podio, in Coppa Europa e il 21 marzo seguente il suo secondo e ultimo podio nel circuito continentale, nel supergigante di Soldeu (2º).
Il 5 dicembre 2015 ha ottenuto a Beaver Creek in supergigante il suo miglior piazzamento in Coppa del Mondo (23º) e il 3 dicembre 2016 ha disputato a Val-d'Isère la sua ultima gara nel massimo circuito internazionale, la discesa libera nella quale si è piazzato al 52º posto. Si è ritirato al termine della stagione 2017-2018 e la sua ultima gara è stata il supergigante dei Campionati svizzeri 2018, il 6 aprile a Davos, non completato da Schmed; in carriera non ha preso parte a rassegne olimpiche o iridate.

## Palmarès

### Coppa del Mondo
- Miglior piazzamento in classifica generale: 128º nel 2015

### Coppa Europa
- Miglior piazzamento in classifica generale: 9º nel 2015
- 2 podi:
  - 1 vittoria
  - 1 secondo posto

#### Coppa Europa - vittorie
| Data             | Località    | Paese  | Specialità |
| ---------------- | ----------- | ------ | ---------- |
| 26 febbraio 2015 | Sella Nevea | Italia | SG         |

Legenda:

SG = supergigante

### Campionati svizzeri
- 5 medaglie:
  - 1 oro (supergigante nel 2015)
  - 2 argenti (discesa libera nel 2012; discesa libera nel 2016)
  - 2 bronzi (supergigante nel 2014; supergigante nel 2016)